# 冼文淵
冼文淵（15世紀—16世紀），字希哲，廣東廣州府順德縣新良人，明朝政治人物。

## 生平
冼文淵是弘治八年（1495年）乙卯科廣東鄉試舉人，十六年（1503年）授松溪教諭，為人學行優潔，訓士不論寒暑，餘暇時與知縣陳槐留心政教相見甚歡，正德四年（1509年）陞南安知縣，個性儉樸，不逢迎上級，犯法者絕無寬貸，然而愛民真誠，其時劉瑾專權，他總會婉卻對方私使騷擾，並自行戴上桎梏為民請罪，人民不受連累，人民歌頌：「冼清清，冷如冰。」再陞南昌通判，知寧王朱宸濠必定反叛，於是自行辭官，抵家六日後去世，入祀鄉賢祠，嘉靖二十四年（1545年）御史南安陳儲秀為他建塚立石。

## 引用
1. 1 2  咸豐《順德縣志·卷二十四·列傳四》：冼文淵，字希哲，新良人，宏治乙卯舉人，松溪教諭，學行優潔，訓士不以寒暑，懈時與邑宰陳槐留心政教相得歡甚，擢令南安，衣食儉樸，性方介不能徇上，犯科無曲貸，劉瑾用事，私使不絕於道，他邑騷擾不堪，文淵每婉卻之，民不受累，徭役賦稅皆以時會無後期，民為之謠曰：「冼清清，冷如冰。」為權豪所嫉，欲中傷之無從也，會遷南昌通判，知宸濠必反，遂投劾歸，抵家六日而卒，祀鄉賢不克葬，嘉靖乙巳御史陳儲秀為建塚立石。
2. ↑  乾隆《松溪縣志·卷七·職官志》：冼文淵，廣東順德人，弘治中以舉人任學諭，訓士寒暑不輟，文風丕變，與邑令陳槐同官有嫓美雙清之謠，陞南安知縣，歷南昌府通判。
3. ↑  民國《南安縣志·卷二十·職官志之二》：沈【冼】文淵，字希哲，廣東順德舉人，初任松溪教諭，清苦方介，正德四年擢知南安，不肯苟狥上官，一有以奸頑犯者無曲貸，其愛民出自真誠，民心感之，役賦稅皆以時無後期者，居官清苦，食無重味，衣無重襲，時劉瑾之使旁午郡縣，文淵自桎項為民請罪，故他縣騷然，南安獨賴以免，遷南昌道判，知宸濠將反投檄歸，南安人有言沈【冼】令賢者也，無貴賤智愚皆欲致之於堂，以祖考事之，至今不替焉。